# آنا تسيغلر
آنا تسيغلر (بالإنجليزية: Anna Ziegler)‏ هي كاتِبة وشاعرة أمريكية، ولدت في 1979 في بروكلين في الولايات المتحدة.